# Максимович, Карл Иванович
Карл Ива́нович Максимо́вич (нем. Karl Johann Maximowicz; 11 [23] ноября 1827, Тула — 4 [16] февраля 1891, Санкт-Петербург) — российский ботаник, академик Санкт-Петербургской академии наук.
Положил начало изучению флоры Дальнего Востока и Японии русскими ботаниками.
Основные работы — по систематике цветковых растений.

## Биография
Происходил из балтийских немцев, но родился в Туле — 11 (23) ноября 1827 года.
Среднее образование получил в петербургском училище Святой Анны, высшее — в Дерптском университете (1845—1850) у А. А. Бунге на кафедре ботаники физико-математического факультета (выпущен кандидатом университета).
По окончании учёбы был определён помощником директора Дерптского ботанического сада. С 1852 года работал в Петербурге — консерватором в Императорского ботанического сада.
В 1853 году Максимович вместе с Леопольдом фон Шренком предпринял по поручению ботанического сада путешествие вокруг света на фрегате «Диана», который направлялся для поддержки экспедиции под командованием адмирала Путятина. После остановок в Рио-де-Жанейро, Вальпараисо и Гонолулу, 11 июля 1854 года фрегат «Диана» соединился с отрядом Путятина в бухте Де-Кастри и 22 ноября 1854 года прибыл в японский порт Симода. 11 (23) декабря В результате опустошительного землетрясения 23 декабря 1854 года и последовавшего за ним цунами фрегат «Диана» был серьёзно повреждён, а затем, при транспортировке в бухту Хэда, затонул. Экипаж был вынужден остаться в Японии, а затем до 1857 года находился в Приамурье. С большими затруднениями и с малыми средствами исследовал он растительность этого тогда ещё почти вовсе неизвестного края и собрал богатую коллекцию, которую он обработал по возвращении в Петербург, и опубликовал сочинение: «Primitiae florae amurensis» (лат.)=«Первенцы амурской флоры» (Memoires de l’Academie Imperiale de St.-Petersbourg. — 1859), ознакомившее учёный мир со своеобразной растительностью обширного Приамурского и Уссурийского края (ввёл в ботаническую науку 915 новых видов цветковых и споровых растений). За эту работу в 1859 году Максимович был удостоен Демидовской премии и избран адъюнктом Санкт-Петербургской Академии наук.
В 1859 году Максимович предпринял новое путешествие через Сибирь в Иркутск, в Забайкалье, по Сунгари и Уссури в Николаевск и далее в Японию, в Хакодате (остров Хоккайдо). В 1861 году он отправился в Нагасаки, чтобы совершать поездки по южной Японии.
Бесценным помощником Максимовичу стал японец Сугава Тёносукэ (яп. 須川長之助, 1842—1925; варианты написания его имени латиницей — Tschonoski Sukawa и Chōnosuke Sugawa). Он работал там, куда вследствие ограничений, наложенных японскими властями, не мог попасть сам Максимович, и собрал богатые материалы. Его имя Максимович дал новым видам (видовые эпитеты в названиях видов на русском языке обычно пишут как Чоноски) — Клён Чоноски (Acer tschonoskii Maxim.), Жимолость Чоноски (Lonicera tschonoskii Maxim.), Граб Чоноски (Carpinus tschonoskii Maxim.), Леукотоэ Чоноски (Leucothoe tschonoskii Maxim.), Рододендрон Чоноски (Rhododendron tschonoskii Maxim.), Груша Чоноски (Pyrus tschonoskii Maxim.), Триллиум Чоноски (Trillium tschonoskii Maxim.)
В Японии Максимович пробыл до начала 1864 года, а в феврале 1864 года вернулся в Россию. Результатом экспедиции стало доказательство теории единства природной среды Японии и всего Дальнего Востока в работе «Diagnoses des nouvelles plantes du Japon et de la Mandjourie» (лат.) (20 выпусков, 1866—1876).
В 1869 году Максимович был назначен главным ботаником Императорского ботанического сада и занялся разработкой не только того богатого материала, который он сам собрал, но и тех коллекций, что доставляли ему наши путешественники Пржевальский, Потанин, Н. В. Певцов и др., издал на основе их изучения 8 выпусков «Diagnosis plantarum novarum asiaticum» (лат.) (1876—1893). С 1870 года был директором Ботанического музея.
В 1871 году Максимович был избран экстраординарным, а затем и ординарным академиком.
По поручению Академии наук он выкупил у вдовы Зибольда коллекцию из восьми томов ботанических иллюстраций, выполненных японскими художниками.
Был произведён 21 декабря 1874 года в чин действительного статского советника. Был награждён орденами: Св. Станислава 2-й степени (1867), Св. Анны 2-й степени (1871), Св. Владимира 3-й ст. (1878).
Человек высокообразованный, Максимович владел, кроме русского, французского и немецкого языков, на которых прекрасно выражался и писал, ещё и английским языком.
Умер в Санкт-Петербурге 4 (16) февраля 1891 года. Похоронен на Смоленском лютеранском кладбище в Санкт-Петербурге.

## Семья
- Жена — Паулина Александровна Штраух.
  - Дочь Герда. Её муж — врач Н. И. Лунин.
  - Сын Лев, профессиональный коннозаводчик. Репрессирован в сентябре 1941 года. Первый брак — Августа Миддендорф. Второй брак ( с 1918) — Эмилия Георгиевна Кальске (родная сестра финского революционера Эмиля Кальске).
    - Внучка Мадлена.
    - Внучка Луиза (умерла в 1943 году в блокадном Ленинграде).
    - Внук Карл.
      - Правнучка Юлия Никифорова, проживает во Пскове.

## Растения, описанные Максимовичем

### Роды
| - Ancistrocarya Maxim. - Brachybotrys Maxim. ex Oliv. - Calyptranthe (Maxim.) Nakai - Chamaebatiaria (Porter ex W.H.Brewer & S.Watson) Maxim. - Chionographis Maxim. - Circaeaster Maxim. - Clematoclethra (Franch.) Maxim. - Coelonema Maxim. - Deinanthe Maxim. - Dipelta Maxim. - Disanthus Maxim. - Eleutherococcus Maxim. - Ellisiophyllum Maxim. - Holodiscus (K.Koch) Maxim. | - Idesia Maxim. - Macroclinidium Maxim. - Megadenia Maxim. - Metanarthecium Maxim. - Monochasma Maxim. ex Franch. & Sav. - Mosla (Benth.) Buch.-Ham. ex Maxim. - Nannoglottis Maxim. - Omphalotrix Maxim. - Perillula Maxim. - Platyosprion Maxim. - Platypholis Maxim. - Pomatosace Maxim. - Potaninia Maxim. - Przewalskia Maxim. | - Pteroceltis Maxim. - Sceptrocnide Maxim. - Schizopepon Maxim. - Scrofella Maxim. - Spiraeanthus Maxim. - Stigmatodactylus Maxim. ex Makino - Symphyllocarpus Maxim. - Tetraena Maxim. - Theropogon Maxim. - Therorhodion (Maxim.) Small - Tiarrhena (Maxim.) Nakai - Tretocarya Maxim. - Tsusiophyllum Maxim. - Yoania Maxim. |

## Печатные труды
Кроме вышеназванного сочинения, наука ему обязана множеством в высшей степени основательных работ, из которых здесь укажем:
- Primitiae florae amurensis, 1859
- Rhamneae orientali-asiaticae, 1866
- С. J. Maximowicz. Diagnoses des nouvelles plantes du Japon et de la Mandjourie. // In : Bulletin de l’Academie Imperiale des Sciences de St. Petersbourg. Tome I, decades I—Х, 1866—1871, Tome II, decades XI—XX, 1872—1876 (лат.) Проверено 23 ноября 2008 г.
- Rhododendreae Asiae Orientalis, 1870
- Monograph on genus Lespedeza, 1873
- Diagnosis plantarum novarum asiaticum (fasc. I—VIII, 1876—1893)
- Flora tangutica, sive enumeratio plantarum regionis Tangut (Amdo) provinciae Kansu, nec non Tibetiae praesertim orientaliborealis adque Tsaidon: ex collectionibus N.M. Przewalski atque G.N. Potanin, (Fasc. I. Thalamiflorae et Disciflorae, 1889)
- Enumeratio plantarum hucusque in Mongolia: nec non adjacente parte Turkestaniae Sinensis lectarum, 1889
- и многие другие.

## Растения, названные в честь Максимовича
- Acer maximowiczianum Miq.
- Adenophora maximowicziana Makino
- Agave maximowicziana Regel
- Allium maximowiczi Regel
- Alnus maximoviczii Callier in C.K.Schneid. (= Alnus maximowiczii Callier ex C.K.Schneid., Alnus viridis (Chaix) DC. subsp. maximoviczii (Callier) D.Löve, Duschekia maximowiczii (Callier) Pouzar)
- Angelica maximowiczii Benth. ex Maxim. (syn. Gomphopetalum maximowiczii F.Schmidt, Ostericum maximowiczii (F.Schmidt) Kitag.)
- Arabis maximowiczi N.Busch
- Arisaema maximowiczii Nakai (syn. A. japonicum var. maximowiczii Engl)
- Artemisia maximovicziana Krasch. ex Poljakov
- Asperula maximoviczii Kom. (= Galium maximoviczii Kom. Pobed.)[6]
- Aspidium maximowiczianum Miq.
- Atriplex maximowicziana Makino
- Betula maximowicziana Regel
- Bidens maximowicziana Oett.
- Cacalia maximowicziana Nakai et Maekawa (syn. Koyamacalia maximowicziana (Nakai et Maekawa ex Hara) H.Rob. et Brettell, Parasenecio maximowiczianus (Nakai et F.Maek. ex Hara) H.Koyama)
- Cancrinia maximowiczi C.Winkl.
- Caragana maximovicziana Kom.
- Cardaminopsis maximoviczii (N.Busch) O.E.Schulz (= Arabis maximoviczii)
- Carex maximowiczii F.Schmidt
- Cayaponia maximowiczii Cogn. (syn. Arkezostis maximowiczii Kuntze)
- Cerasus maximoviczii (Rupr.) Kovalev (= Prunus maximoviczii Rupr.)
- Chrysanthemum maximoviczianum Ling (= Pyrethrum sinense var. sinense Maxim)
- Chrysanthemum maximoviczii Kom.
- Cinnamomum maximoviczii Lukman.
- Cirsium maximowiczii Nakai (= Cirsium yesoense Makino)
- Clematoclethra maximowiczii Baill.
- Cynanchum maximoviczii Pobed. (= Cynanchum caudatum Maxim)
- Dendranthema maximowiczii (Kom.) Tzvel.
- Diervilla maximowiczii Makino (syn. Calyptrostigma maximowiczii Makino, Weigelastrum maximowiczii (Makino) Nakai)
- Dioscorea maximowiczii Uline ex R.Knuth
- Dryopteris maximowiczii (Baker) Kuntze
- Elaeagnus maximowiczii Servett.
- Eleocharis maximoviczii Zinserl.
- Elymus maximoviczii Roshev. ex Nevski
- Gentiana maximowiczi Kusnezow
- Geranium maximowiczii Regel et Maack
- Hololeion maximowiczii Kitam. (= Hieracium hololeion Maxim)
- Hydrangea maximowiczii H.Lév.
- Ilex maximowicziana Loes.
- Iris maximowiczii Grubov
- Juncus maximowiczi Buchenau
- Kalonymus maximowicziana Prokh. (syn. Euonymus maximowiczianus (Prokh.) Vorosch.)
- Krascheninikovia maximowicziana Franch. et Sav. (syn. Pseudostellaria maximowicziana (Franch. et Sav.) Pax)
- Lonicera maximowiczii Kuntze (syn. Xylosteon maximowiczii Rupr.)
- Myripnois maximowiczi C.Winkl.
- Nephrodium maximowiczii Baker (syn. Arachniodes maximowiczii (Baker) Ohwi)
- Orostachys maximowiczii V.V.Byalt
- Picea maximowiczii Regel
- Phlomis maximoviczii Regel
- Phlomis maximowizii Regel (syn. Phlomoides maximowiczii (Regel) Kamelin et Makhm.)
- Polycarpa maximowiczii hort. ex Rehder (= Idesia polycarpa Maxim)
- Polygonatum maximowiczii F.Schmidt
- Polystichum maximowiczii (Baker) Diels
- Pyrola maximowicziana Makino (= Pyrola elliptica var. minor Maxim)
- Rhamnus maximovicziana Ja.Vassiliev
- Rhododendron maximowiczianum H.Lév.
- Ribes maximoviczii Kom.
- Ribes maximowiczi Batalin
- Rumohra maximowiczii (Baker in Hook. et Baker) Ching (= Nephrodium maximowiczii Baker in Hook. et Baker)
- Salix maximoviczii Kom.
- Salvia maximowicziana Hemsl.
- Saussurea maximowiczii Herder (syn. Theodorea maximowiczii Kuntze)
- Saxifraga maximoviczi Losinsk.
- Scirpus maximowiczii C.B.Clarke (syn. Eriophorum maximowiczii (C.B.Clarke) Beetle)
- Sedum maximowiczii Regel (syn. Aizopsis maximowiczii (Regel) S.B.Gontcharova, Phedimus maximowiczii (Regel) et Hart)
- Senecio maximowiczii Franch.
- Sicyos maximowiczii Cogn. (syn. Cladocarpa maximowiczii (Cogn.) H.St.John)
- Silene maximowicziana Kozhevn. (= Silene foliosa Regel var. mongolica)
- Sisymbrium maximowiczi Palib. (syn. Berteroella maximowiczii O.E.Schulz)
- Sloanea maximowicziana K.Schum. in Mart.
- Stellaria maximowiczii Kozhevn.
- Teucrium maximowiczii Prob.
- Torularia maximowiczii Botsch. (syn. Neotorularia maximowiczii (Botsch.) Botsch.)
- Tylophora maximowicziana Warb. (syn. Cynanchum maximowiczianum (Warb.) Nakai)
- Weigela maximowiczii (S.Moore) Rehder (= Diervilla middendorffiana var. maximowiczii)